# Homobonus von Cremona

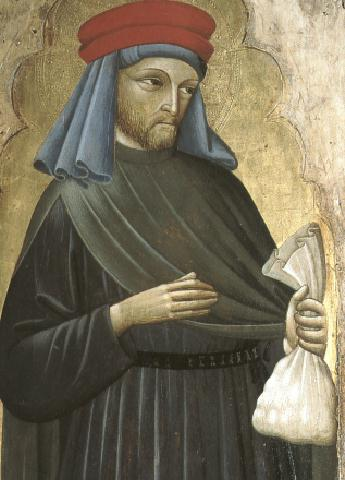
Homobonus von Cremona

Homobonus von Cremona (italienisch Omobono, deutsch: Gutmann, * um 1150 in Cremona; † 13. November 1197 ebenda) war ein frommer Kaufmann, der seinen Verdienst unter den Armen verteilte.

## Heiligsprechung und Verehrung
Nur vierzehn Monate nach seinem Tod wurde Omobono von Papst Innozenz III. am 21. Januar 1199 heiliggesprochen.
Omobono ist der Schutzpatron seiner Heimatstadt Cremona sowie der Schneider.